# Länsväg E 1122
Länsväg E 1122 är en kort övrig länsväg som är motortrafikled. Den går från en cirkulationsplats i Ljungsbro riktning sydväst till Trafikplats Ljungsbro Riksväg 32 som är en motortrafikled som går till Linköping för att ansluta till motorvägen på E4. Vägen saknar både vägren och mitträcke och är enbart motortrafikled eftersom den ansluter till en längre motortrafikled och för att hålla fordon som inte tillåts gå på motorväg eller motortrafikled borta från vägen.